# اسپرس کرجی
اسپرس کرجی، اسپرس کوه‌دشته (نام علمی: Onobrychis gaubae) نام یک گونه از سرده اسپرس است.